# ازدواج موقت

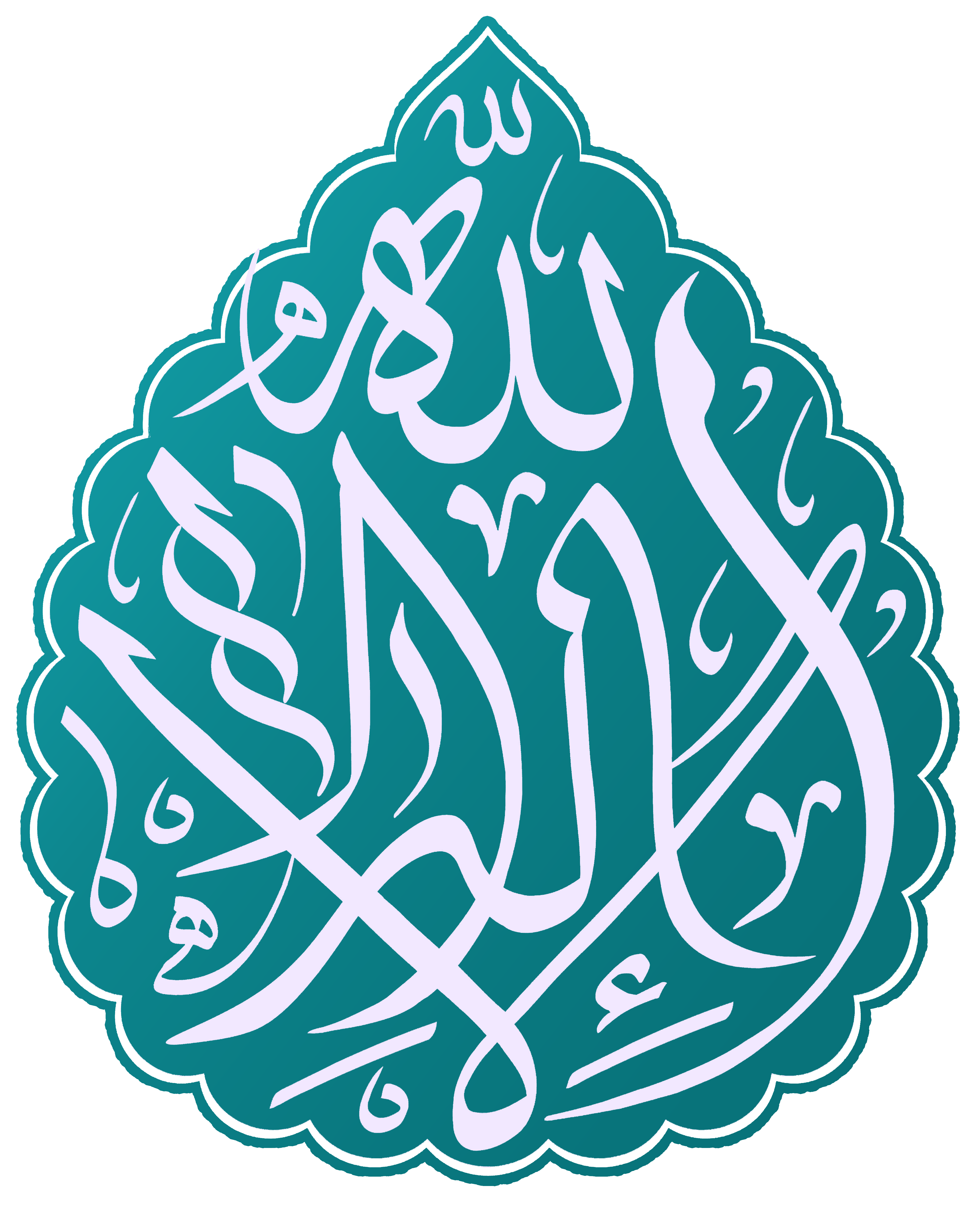
ازدواج موقت تنها مورد تأیید مذهب شیعه دوازده امامی قرار گرفته و از آن با عنوان «مُتعِه» یاد شده است.

ازدواج موقت یا نکاح مُنقَطِع یا متعه که به صیغه یا ازدواج انقطاعی نیز نامور است، گونه‌ای از ازدواج در مذهب شیعه است که برای مدت معینی با مهریه‌ای معلوم، میان زن و مرد بسته می‌شود و با پایان زمان آن، پیوند زناشویی خود به خود از میان می‌رود. در میان مسلمانان دربارهٔ مشروعیت این ازدواج اختلاف نظر است؛ اهل سنت، اباضیه و زیدیان آن را حرام و شیعیان امامی آن را مشروع و حلال می‌دانند. برخی، ازدواج موقت را ازدواج ندانسته و برآنند در شریعت اسلام، ازدواج دو گونه نبوده و لغت متعه به معنی بهره بردن می‌باشد در حالی که هدف از ازدواج، تشکیل خانواده است با وجود این، واژهٔ نکاح که در قرآن برای ازدواج استعمال شده، به هر دو مورد آمیزش جنسی و آمیزش عاطفی اشاره دارد و در اصل به همان معنای آمیزش جنسی است. پس از پایان ازدواج موقت، زنی که آمیزش جنسی از طریق دخول داشته باید مانند ازدواج دائم عِدّه را رعایت کند و دو بار عادت ماهانه را از سر بگذراند تا بتواند بار دیگر ازدواج موقت یا دائم انجام دهد. ازدواج موقت در قوانین ایران به پیروی از فقه امامیه به رسمیت شناخته شده است اما در کشورهای اسلامی و غربی چنین ازدواجی وجود ندارد. در برخی احکام و روایات شیعه، متعه دارای پاداش و ثواب می‌باشد. فقهای شیعه برآنند که متعه در زمان محمد و زمان خلافت ابوبکر و بخشی از زمان خلافت عمر مباح و رایج بوده است تا اینکه عمر آن را تحریم کرد اما فرقه‌های اسلامی دیگر می‌گویند که عادتی بود که از عصر جاهلیت به یادگار ماند و در سال‌های اول پیامبری محمد به آن عمل می‌شد تا اینکه وی در روز خیبر یا حجة الوداع به تحریم آن امر داد.

## در قرآن و فقه
ازدواج موقت ویژهٔ مذهب شیعه است که فقهای امامیه آن را بر بنیاد آیه ۲۴ سورهٔ نسا مشروع می‌دانند: «…کابین آن زنان را که از آنان بهره‌مند شده‌اید فریضه است که بپردازید…» اما فقهای عامه (اهل سنت) آن را نمی‌پذیرند و برآنند که این آیه در مورد بهره‌مند شدن در ازدواج دائم است. محمد باقر مجلسی در کتاب حق‌الیقین به نقل از شیخ صدوق باورهای بایسته برای شیعه بودن را ۱۵ مورد می‌داند که سومین آنها متعه است.

## احکام ازدواج موقت
در ازدواج شرعی باید ۲۴ شرط (شامل ۱۱ شرط قرآنی و ۱۳ شرط فقهی) رعایت گردد که اغلب آنها میان ازدواج دائم و موقت یکسان است اما در چند مورد میان ازدواج دائم و موقت تفاوت‌هایی وجود دارد:

### تعیین مدت
مهم‌ترین ویژگی ازدواج موقت، تعیین مدتی است که یا با «بَذل» و گذشت از مدت باقی‌مانده، ازدواج منحل می‌گردد یا با اتمام مدت آن ازدواج بدون موضوعیت یافتن طلاق، پایان می‌یابد. این مدت حداقل و حداکثری ندارد اما گروهی از فقها همچون شهید ثانی و علامه حلی برآنند که چنانچه مدت متعه از طول عمر معمول انسان فراتر باشد ازدواج موقت به دائم تبدیل می‌شود، برخی نیز این ازدواج را باطل می‌دانند. مدت عقد را تنها می‌توان پس از انحلال ازدواج موقت، با انعقاد عقد ازدواج موقت جدید، تمدید کرد. در ازدواج موقت اصطلاح طلاق وجود ندارد اما مرد و همچنین زنی که وکالت در بَذل گرفته، می‌تواند از ادامهٔ آن صرف نظر و به مدت باقی‌مانده را بَذل کرده و از همسر موقت خود جدا شود.

### تعیین مهریه
در ازدواج موقت بایستی مهریه‌ای تعیین گردد و مقدار آن بسته به توافق زن و شوهر آینده است. برخلاف ازدواج دائم که تعیین مهریه را می‌توان به پس از ازدواج موکول کرد یا اصولاً توافقی بر آن نکرد و بر عهدهٔ دادگاه گذاشت، در ازدواج موقت عدم تعیین مهریه در زمان عقد موجب باطل شدن ازدواج می‌شود.

### عِدّه
عدّه پس از دخول مرد به‌اندازهٔ ختنه‌گاه در پیشِ زن (واژن) – و نیز پسِ زن (مقعد) در فقه اسلامی – بر عهدهٔ زن قرار می‌گیرد تا مدتی برای ازدواجِ دیگرباره صبر کند. در فقه شیعه عّده در ازدواج موقت همانند ازدواج دائم است جز در دو مورد زیر:
- عدّهٔ جدایی (فسخ، انفساخ، انقضای مدت، بذل مدت): ۲ بار عادت ماهانه. (در ازدواج دائم، ۳ بار دیدن عادت ماهانه شرط است)
- عدّهٔ زنی که [با وجود اقتضای سن در فقه اسلامی] عادت ماهانه ندیده است: ۴۵ روز (در ازدواج دائم، ۳ ماه است)[۱۶][۱۷][۱۸][۱۹]

بنابراین زن دارای چرخهٔ عادت ماهانه، در آمیزش جنسی با مردان از طریق دخول آلت تناسلی، علی‌الاصول در قالب ازدواج موقت: سالانه حداکثر با ۶ مرد و در قالب ازدواج دائم: سالانه حداکثر با ۴ مرد می‌تواند همخوابه شود، اما چنانچه آمیزش جنسی مادون دخول همانند رابطه دهانی و بوسه و… باشد محدودیتی نخواهد داشت.

### شمار
مطابق نظر مشهور در فقه شیعه شمار زن موقت محدودیت ندارد هر چند اقلیت فقها قائل به محدودیت مجموع زن دائم و موقت به عدد چهار هستند. در قرآن آیهٔ صریح و مطلقی دربارهٔ محدودیت شمار زن اعم از دائم و موقت به چهار تن وجود ندارد و محدودیت آن به وجود یتیمان - زن یتیم یا فرزند یتیم - گره خورده است:
وَإِنْ خِفْتُمْ أَلَّا تُقْسِطُوا فِی الْیَتَامَیٰ فَانْکِحُوا مَا طَابَ لَکُمْ مِنَ النِّسَاءِ مَثْنَیٰ وَثُلَاثَ وَرُبَاعَ ۖ فَإِنْ خِفْتُمْ أَلَّا تَعْدِلُوا فَوَاحِدَةً أَوْ مَا مَلَکَتْ أَیْمَانُکُمْ ۚ ذٰلِکَ أَدْنَیٰ أَلَّا تَعُولُوا
و اگر بیم داشتید که دربارهٔ یتیمان دادگری نکنید، پس نکاح کنید از آنچه برای شما پاک است از زنان، دوگانه و سه‌گانه و چهارگانه، و اگر بیم داشتید که عدل نورزید پس یگانه‌زن یا از آنچه دست‌هایتان دارا شد [برده یا زیردست]. آن نزدیک‌تر است تا کژروی نکنید.
- قرآن، سورهٔ نسا، آیهٔ ۳

از دیگر مسائل مطرح در محدودیت شمار زن اعم از دائم و موقت این است که چنانچه زن، شرط فعل مبنی بر ممنوعیت ازدواج دوبارهٔ شوهر را مقرر کرده باشد (بدین صورت که مرد تعهد کند که با زن دیگری ازدواج دائم یا موقت نکند) این شرط مانع از صحت ازدواج دوباره شوهر نیست اما از بابت نقض عهد گناهکار بوده و زن می‌تواند ضمانت اجراهایی همچون امکان وکالت در طلاق برای خود یا دریافت خسارت پولی دلخواه و مانند آنها از شوهر پیش‌بینی کند.

### همتایی و کُفو بودن در دین
مرد شیعه می‌تواند با کافران کتابی (زرتشتی، یهودی، مسیحی) فقط ازدواج موقت کند و ازدواج دائم با آن‌ها شرعاً ممکن نیست. در فقه اهل سنت این جواز دربارهٔ ازدواج دائم برقرار است. کفو بودن ارتباطی به طبقه اقتصادی یا اصالت خانوادگی ندارد.

### اجازهٔ یکی از پدر یا پدربزرگ‌های پدری
در نظر مشهور در فقه شیعه همانند ازدواج دائم، اذن ولی برای ازدواج دختر بالغ دوشیزه شرط نیست. با این حال مطابق فتوای بعضی از فقیهان که اقلیت فقهای شیعه - ولی اکثریت فقهای معاصر شیعه - را تشکیل می‌دهند، اذن ولی (یکی از پدر یا پدربزرگ پدری یا پدرِ پدربزرگ پدری و الی آخر) یا حاکم شرع که امروزه دادگاه شمرده می‌شود برای دخترِ بالغِ دوشیزه حتی اگر برده نبوده و آزاد باشد نیز واجب یا احتیاط واجب است ولو در اثر عوامل طبیعی همچون ورزش، بکارت خود را از دست بدهد. قول مشهور در فقه اهل سنت نیز لزوم اذن ولی است. بدیهی‌است در اینکه دختر غیردوشیزه (ثَیِّبه) از طریق دخول، نیازی به اذن ولی ندارد اختلافی نیست. با این همه برخی از فقهای قائل به لزوم اذن ولی، با تفکیک ازدواج دائم و موقت، استقلال دختر در ازدواج موقت را به رسمیت شناخته اما در ازدواج دائم او را محتاج اجازه از پدر یا جد پدری می‌دانند و برعکس بعضی فقها در ازدواج موقت محتاج اجازه ولی می‌دانند اما در ازدواج دائم نه. بعضی نیز به شرط عدم ازاله بکارت، اذن ولی را واجب نمی‌دانند. در قرآن اذن ولی تنها برای ملک یمین (برده یا زیردست) واجب دانسته شده است:
وَ مَنْ لَمْ یَسْتَطِعْ مِنکُمْ طَوْلًا أَنْ یَنکِحَ الْمُحْصَنَاتِ الْمُؤْمِنَاتِ فَمِنْ مَا مَلَکَتْ أَیْمَانُکُمْ مِنْ فَتَیَاتِکُمُ الْمُؤْمِنَاتِ وَ اللَّهُ أَعْلَمُ بِإِیمَانِکُمْ بَعْضُکُمْ مِنْ بَعْضٍ فَانکِحُوهُنَّ بِإِذْنِ أَهْلِهِنَّ وَ آتُوهُنَّ أُجُورَهُنَّ بِالْمَعْرُوفِ…
و هر کس از شما توانایی فراخی ندارد تا با زنانِ کناره‌جوی مؤمن نکاح کند پس از آنچه دست‌هایتان دارا شد از جوانانِ [کنیزِ] مؤمن [نکاح کند] و خدا به ایمانِ یکایک شما داناتر است. پس نکاح کنید آن زنان را با اذنِ خانوادهٔ آن‌ها و اجرت‌های (مهریه‌های) آن زنان را به نیکویی بدهید…
- قرآن، سورهٔ نسا، بخشی از آیهٔ ۲۵

بنابراین:
- به‌طور کلی قول مشهور در میان فقهای شیعه، عدم لزوم اذن ولی برای دختر بالغ دوشیزه است.[۲۹]
- در میان فقهای معاصر:
  - عدم وجوب: محمدصادق روحانی،[۳۰] سید محمد حسینی شاهرودی،[۳۱] محمد صادقی تهرانی، عبدالکریم موسوی اردبیلی[۳۲] و مهدی هادوی تهرانی[۳۳][۳۴] محمدعلی گرامی[۳۵][۳۶] معتقدند که اذن ولی برای دختر بالغ دوشیزه (بر اساس نظر مشهور نُه سالهٔ قمری و غیرمشهور پس از بلوغ جنسی) که خیر و صلاح خود را تشخیص می‌دهد، لازم نیست.
  - احتیاط واجب: ناصر مکارم شیرازی، محمدعلی اراکی، محمد فاضل لنکرانی، لطف‌الله صافی گلپایگانی، حسین وحید خراسانی، ابوالقاسم خویی،[۳۷] سید صادق شیرازی[۳۸] و سید علی خامنه‌ای[۳۹] گرفتن اجازه از ولی را «احتیاط واجب» دانسته‌اند؛ نظر احتیاطی به این معناست که فقیه به قطعیت در موضوع نرسیده و حکم یا فتوا صادر نمی‌کند ولی بر اساس اصل احتیاط آن را توصیه می‌کند.
  - واجب: سید روح‌الله خمینی، سید موسی شبیری زنجانی، میرزا جواد تبریزی، حسین نوری همدانی و سید علی سیستانی[۴۰] واجب دانسته‌اند.

در هر حال بیشتر فقیهانی هم که اذن ولی را واجب می‌دانند آن را شرط لزوم می‌شمارند نه شرط صحت؛ یعنی عدم اذن از ولی گناهی مجزا از سوی شوهر بوده و نکاح باطل نیست بلکه باید زن را طلاق بدهد اما آمیزش جنسی بین زن و مرد تا زمان طلاق صحیح و مشروع است. همچنین اگر دختری اقدام به آمیزش جنسی مشروع یا نامشروع کند و دوشیزگی خود را از دست بدهد دیگر اجازه ولی برای او حتی طبق نظر قائلان به وجوب اذن هم واجب نیست.
با این همه برابر ماده ۱۰۴۳ قانون مدنی ایران مصوب سال ۱۳۱۳ خورشیدی اذن ولیّ یا معرفی شوهر به دفتر ازدواج و ابلاغ به پدر یا جد پدری و گذشت ۱۵ روز، برای ثبت ازدواج دائم یا موقت دختر دوشیزه قانوناً الزامی بود که در بازنگری سال‌های ۱۳۶۱ و ۱۳۷۰ تشخیص دادگاه جایگزین معرفی به دفتر ازدواج شد. در هر حال عدم اذن ولی یا دادگاه و متعاقب آن عدم ثبت ازدواج لطمه‌ای به صحت شرعی نکاح نمی‌زند و مشمول مجازات قانونی زنا و رابطهٔ نامشروع نیز نمی‌گردد.

### ارث
در مورد وضعیت ارث در ازدواج موقت اختلاف نظر زیادی وجود دارد و چهار دیدگاه متفاوت مطرح است:
- زن و شوهر از یکدیگر ارث نمی‌برند و شرط توارث هم باطل است. با توجه به اینکه ارث یک حکم شرعی است و اثبات آن به دلیل نیاز دارد. برخی احادیث هم از این دیدگاه پشتیبانی می‌کند. اکثر فقهای متأخر این نظر را داشته‌اند و برخی این را نظر مشهور دانسته‌اند.
- زن و شوهر از یکدیگر ارث نمی‌برند مگر اینکه در هنگام عقد شرط توارث کنند. با توجه به اصل «المسلمون عند شروطهم» و برخی احادیث هم آن را تأیید کرده‌اند. این نظر را شیخ طوسی، محقق حلی، شهید اول و شهید ثانی داشته‌اند.[۴۶]
- زن و شوهر از یکدیگر ارث می‌برند مگر اینکه شرط عدم توارث کنند. شریف مرتضی این نظر را داشته است.[۴۷]
- زن و شوهر از یکدیگر ارث می‌برند و شرط عدم توارث هم باطل است.

در قانون مدنی ایران مصوب ۱۳۰۷ خورشیدی با توجه به مادهٔ ۹۴۰ که گفته «زوجین که زوجیت آن‌ها دائم بوده و ممنوع از ارث نباشند از یکدیگر ارث می‌برند.» مشخص می‌شود که در ازدواج موقت ارث وجود ندارد اما این‌که آیا می‌توان شرط ضمن عقد توارث را کرد مشخص نیست. برخی حقوق‌دانان چنین شرطی را با توجه به اصل صحت صحیح ولی برخی سکوت قانون را به معنی نبود این امکان می‌دانند و تغییر در قوانین آمرهٔ ارث را با توجه به اینکه به منافع افراد دیگر و مصلحت عمومی مربوط است از طریق قرارداد ممکن نمی‌دانند.

### لِعان و ظِهار و ایلا
لعان و حرمت ابدی حاصل از آن، برابر قول مشهور در فقه شیعه، ویژهٔ نکاح دائم است و در ازدواج موقت راه ندارد. همچنین ظهار و ایلا نیز مطابق نظر مشهور در ازدواج موقت ممکن نیست.
- لعان چنین تحقق می‌یابد: اگر در ازدواج دائم، شوهر، زن خود را به زنا متهم کند و گواهانی بر ادعای خود نداشته باشد، برای رهایی از حد قذف (هشتاد تازیانه) می‌تواند با پنج بار سوگند، زن خود را لعان کند؛ پس از آن زن نیز با پنج سوگند، از خود دفاع کند. به سبب این حکم، حد قذف از شوهر و حد زنا از زن برداشته شده و زن و شوهر، ضمن جدایی از یکدیگر تا پایان عمر بر همدیگر حرام می‌شوند. در این باره، قرآن با وجود توضیح لعان به حرمت ابدی حتی در ازدواج دائم اشاره نکرده است.[۵۱][۵۲]
- ظهار عبارت است از اینکه شوهر، نزد دو مرد عادل، زن دائم خود را که در دوران عادت ماهانه قرار ندارد و در آن حال با وی آمیزش نکرده، به پشت یکی از محارم خود مانند مادر تشبیه کند. ظهار حرام است و شوهر باید کفاره بپردازد یا زن را طلاق دهد.[۵۳]
- ایلا عبارت است از سوگند شوهر به خداوند برای ترک همبستری از واژن با زن دائم خود که پیش‌تر از واژن نزدیکی کرده است، به مدت بیش از چهار ماه به قصد آزار او. ایلا حرام بوده و شوهر باید کفاره بپردازد یا زن خود را طلاق دهد.[۵۴]

عقل و بلوغ و اختیار و قصد در شوهر از شرایط عمومی است که در هر سه عمل یادشده باید موجود باشد.

## خطبهٔ عقد ازدواج موقت
با رعایت شرایط ازدواج شرعی واجب است شرط نهایی یعنی ظهور اراده نیز با خطبهٔ عقد نکاح محقق گشته و قصد عقد ازدواج و رضایت به آن با لفظ بیان شود. در شرع این زن است که ایجاب کرده و پیشنهاد ازدواج اعم از دائم یا موقت را می‌دهد، با این حال فقها جابجایی عرفی ایجاب و قبول (بله گفتن زن) را مانع صحت عقد ندانسته‌اند. خطبهٔ عقد نکاح موقت با مضمون جملات زیر خوانده می‌شود:
- زن در آغاز ایجاب می‌کند یعنی پیشنهاد داده و می‌گوید:

زَوَّجتُکَ نَفْسی فِی الْمُدَّةِ الْمَعلومَةِ عَلَی الْمَهرِ الْمَعلوم: تو را به زناشوییِ خویشتن درآوردم برای زمانی دانسته و کابینی دانسته.
- سپس مرد قبول می‌کند یعنی پذیرا شده و پاسخ می‌دهد:

قَبِلتُ: پذیرفتم.
دربارهٔ صیغهٔ ازدواج:
1. توالی عرفی ایجاب و قبول یعنی فاصله نیفتادن بیش از اندازه در گفتن صیغه عقد نکاح واجب است.
2. برابر نظر گروهی از فقها، خطبهٔ عقد نکاح به هر زبانی از جمله فارسی می‌تواند خوانده شود. فقهای دیگری نیز در صورت ناتوانی از خواندن به عربی، خواندن خطبه عقد به سایر زبان‌ها را جایز دانسته‌اند.[۵۷][۵۸]
3. بدیهی‌است زن و مرد خود خطبهٔ عقد را می‌خوانند اما می‌توانند به طرف مقابل یا هرکس دیگر اعم از روحانی و غیر آن در صورتی که شرایط عمومی وکالت مدنی مانند عقل و بلوغ را داشته باشد وکالت دهند تا وی خطبهٔ عقد را جاری سازد.
4. مرد بودن در عاقد، شرط نیست و هر یک از زنان نیز شرعاً می‌توانند عاقد شوند. با این همه برابر نظامنامهٔ دفاتر ازدواج و طلاق مصوب ۱۴۰۱ (و سایر آیین‌نامه‌های منسوخ پیشین) در ایران زنان قانوناً نمی‌توانند به سمت رسمی سردفتر ازدواج و طلاق برگزیده شوند.[۵۹][۶۰]
5. دربارهٔ افراد ناتوان از سخن گفتن، ابراز اراده به هر طریق پذیرفته می‌شود.
6. برای افراد توانا در سخن گفتن، صرف نوشتن خطبه بسنده نیست اما از راه مکالمه ولو بدون حضور، به صورت تلفنی یا از راه گفتگو و ضبط صدا در فضای مجازی با رعایت توالی عرفی جایز است.[۶۱]
7. زن و مرد هر دو باید به مدت نکاح و مقدار مهریه آگاهی و دربارهٔ آن‌ها توافق داشته باشند ولو مدت و مقدار آن‌ها را در خطبهٔ عقد به زبان نیاورند و صرفاً بر معین و معلوم بودن آن‌ها تأکید کنند.
8. علاوه بر موارد یادشده، در قانون حمایت خانواده ایران مصوب ۱۳۹۱ ثبت ازدواج دائم مطلقاً و ثبت ازدواج موقت در صورت بارداری زن یا شرط کردن شفاهی یا کتبی او نیز لازم است اما این امر مانع از صحت نکاح نبوده و فقط شوهر از باب اخلال در نظم عمومی افزون بر الزام به ثبت نکاح به کیفر زندان از ۹۱ روز تا ۶ ماه یا جزای پولی ۸۰ تا ۱۶۵ میلیون تومان (بازنگری جزای نقدی مصوب هیئت وزیران ۱۴۰۳[۶۲]) محکوم می‌گردد.[۶۳]

## دلایل مخالفان و موافقان

### مخالفان
انتقادات بر صیغه بر پایه مواردی چون ایجاد تبعیض‌های اجتماعی و حقوقی علیه زنان، مغایرت با دین اسلام، کلاه شرعی بودن برای روسپی‌گری، رواج بیماری‌های آمیزشی مانند ایدز و از هم پاشیدن خانواده‌ها است.
- از نظر فرهنگی، در جامعه ایران بسیاری صیغه را نوعی کلاه شرعی برای روسپی‌گری می‌دانند.[۶۴] روسپی‌گری در ایران جُرم بوده و مجازات تازیانه دارد اما خواندن یک متن صیغه از جانب عاقد، آن را شرعی می‌کند.[۶۵] در پاسخ گفته شده ازدواج موقت شرایط دیگری نیز دارد که مهم‌ترین آن یعنی عِدّه – که معمولاً دو ماه پس انحلال ازدواج موقت را دربرمی‌گیرد – شرعاً الزامی است تا زن با مرد دیگری بیامیزد.[۶۶]
- منتقدان معتقدند که صیغه موجب ایجاد تبعیض‌های اجتماعی و حقوقی علیه زنان می‌شود؛ زیرا در قوانین صیغه، منافع مرد بر منافع زن برتری دارد و می‌افزاید: «در این‌جا فقط لذت جنسی مرد در نظر گرفته شده است نه زن».[۶۴] همچنین ازدواج موقت موجب نقض حقوق زنان می‌شود زیرا در ازدواج موقت، زنان از مردان ارث نمی‌برند و مرد ملزم به پرداخت نفقه نیست.[۶۷][۶۸] فاطمه صادقی معتقد است صیغه می‌تواند موجب انقیاد برخی زنان شود زیرا تعدد زوجات به دنبال خواهد داشت اما در عین حال ممکن است مشکلات دسته‌ای دیگر از زنان را حل کند. نکته مورد تأکید باید این باشد که ازدواج موقت چه نفعی برای زنان دارد و شان اجتماعی زنان در این پدیده چقدر مورد توجه جامعه قرار می‌گیرد. او همچنین درمورد تفاوت فلسفه رایج دربارهٔ صیغه در گذشته و موافقان فعلی ترویج آن هشدار می‌دهد و بررسی کارشناسی را ضروری می‌داند.[۶۹] در پاسخ گفته شده که پرداخت نفقه در ازدواج موقت می‌تواند شرط شود که البته با وجود مهریه اهمیتی ندارد. همچنین تعدد زوجات منحصر به ازدواج موقت نبوده و در ازدواج دائم نیز ممکن است. ارث نیز هر چند به لحاظ قانونی با مانع مواجه است اما صلح اموال به شرط عمر یا وصیت‌نامه برای یک‌سوم اموال می‌تواند جایگزین آن گردد.
- مخالفان معتقدند اغلب مردان متأهل برای صیغه اقدام می‌کنند که این امر موجب فروپاشی خانواده می‌شود.[۷۰]
- یکی دیگر از مشکلات مربوط به کودک این است که از آنجا که ثبت صیغه الزامی نیست، زنانی که باردار می‌شوند، نمی‌توانند ثابت کنند بچه از شوهر موقت است. چنان‌که طبق اعلام نماینده قوه قضائیه، تعداد زیادی پرونده در دادگاه‌ها وجود دارد که بعد از بارداری زن، مرد خود را پنهان کرده است یا بچه را انکار می‌کند.[۷۰] در پاسخ گفته شده که مطابق ماده ۲۱ قانون حمایت خانواده مصوب ۱۳۹۱ ثبت ازدواج موقت در صورت بارداری زن اجباری است، همچنین اگر زن به صورت کتبی یا شفاهی چنین شرطی گذارد یا به هر نحوی توافق کنند، شوهر موقت ملزم به ثبت آن است.[۷۱]
- از دیگر استدلال‌هایی که منتقدان ذکر می‌کنند تضعیف حقوق کودکان در این نوع ازدواج‌ها می‌باشد. کامیل احمدی پژوهشگر و مردم‌شناس باور دارد از آنجا که در ایران قانون شفاف و روشنی که محدودیت سنی مشخصی برای ازدواج کودکان در نظر گرفته باشد وجود ندارد، برخی از خانواده‌ها فرزندان خود را در سنین پایین وادار به ازدواج می‌کنند و این ازدواج ابتدا در شکل صیغه محرمیت که همان ازدواج موقت است ظاهر می‌شود که در دل خود پدیده‌هایی چون ترک تحصیل، قرار گرفتن در چرخه خشونت خانگی و احتمال برقراری رابطه جنسی و بارداری کودکان را دربردارد.[۷۲][۷۳][۷۴][۷۵]
- مینو محرز، پزشک متخصص بیماری‌های عفونی و ایدز معتقد است «از آنجایی که در ازدواج موقت، فرد محدود به یک شریک جنسی نشده و می‌تواند از این طریق، چند شریک جنسی داشته باشد، احتمال شیوع بیماری‌های مقاربتی افزایش می‌یابد. در شرایط فعلی و با دانش ناکافی مردم جامعه در خصوص بیماری‌های مقاربتی، ترویج ازدواج موقت کار غلطی به نظر می‌رسد.»[۷۰] در پاسخ گفته شده است که در ازدواج موقت یک زن دارای عادت ماهانه علی الاصول به واسطه رعایت عِدّه، سالانه حداکثر با شش مرد آن هم هرکدام یک روز می‌تواند همخوابه شود اما روسپی اگر تنها با سه تن در روز همبستر شود به بیش از هزار تن در سال خواهد رسید و در اینجاست که مسئله بیماری‌های جنسی اهمیت می‌یابد.[۷۶]
- برخی مخالفان معتقدند «فرهنگ جامعه ما فرهنگ ازدواج دائم است». به جای ترویج ازدواج موقت برای جوانان باید مشکلات ازدواج دائم آنان را حل کرد. رواج صیغه موجب خلل وارد شدن به ازدواج دائم و شرعی کردن مشکل «روابط دختر و پسر در جامعه اسلامی» می‌شود.[۶۹]

#### مخالفان در اسلام
مخالفان در بحث‌های درون‌دینی، با استناد به دستورها و سنت پیامبر، متعه را حرام می‌دانند. عمده‌ترین استناد اهل سنت در مورد حرمت ازدواج موقت بر تحریم آن به واسطه سنت و احادیث پیامبر است. آنان دلیل مخالفت خود نسبت به ازدواج موقت را، «نَسخ» ذکر می‌کنند و معتقدند که ازدواج موقت به استناد تعدادی از آیات قرآن و همچنین حدیثی صریح از پیامبر منسوخ است. یکی از این آیات آیه ۱ سوره طلاق است که می‌گوید:
یَا أَیُّهَا النَّبِیُّ إِذَا طَلَّقْتُمُ النِّسَاءَ فَطَلِّقُوهُنَّ لِعِدَّتِهِنَّ وَأَحْصُوا الْعِدَّةَ ۖ وَاتَّقُوا اللَّهَ رَبَّکُمْ ۖ لَا تُخْرِجُوهُنَّ مِنْ بُیُوتِهِنَّ وَلَا یَخْرُجْنَ إِلَّا أَنْ یَأْتِینَ بِفَاحِشَةٍ مُبَیِّنَةٍ ۚ وَتِلْکَ حُدُودُ اللَّهِ ۚ وَمَنْ یَتَعَدَّ حُدُودَ اللَّهِ فَقَدْ ظَلَمَ نَفْسَهُ ۚ لَا تَدْرِی لَعَلَّ اللَّهَ یُحْدِثُ بَعْدَ ذٰلِکَ أَمْرًا

ای پیامبر چون زنان را طلاق گویید در [زمان‌بندی] عِدّهٔ آنان طلاقشان گویید و حساب آن عدّه را نگه دارید و از خدا، پروردگارتان، پروا پیشه کنید و آنان را از خانه‌هایشان بیرون مکنید و بیرون نشوند مگر آنکه مرتکب فاحشه‌ای آشکار شده باشند. این است حدود خدا و هر کس از حدود خدا [پای] فراتر نهد بی‌گمان به خودش ستم کرده است. نمی‌دانی شاید خدا پس از این امری پدید بیاورد.
مخالفان می‌گویند در ازدواج زن باید از شوهر ارث ببرد، بتوان او را طلاق داد، در آن لعان و ظهار جاری شود و حق نفقه داشته باشد و حال آنکه هیچ‌یک از این شرایط در ازدواج موقت نیست و از تمام شوؤن زوجیت محروم است. همچنین ازدواج موقت ارث ندارد و زوجه دائم ارث دارد و با توجه به ارث زوجین، چون در ازدواج موقت زوجین از یکدیگر ارث نمی‌برند، پس قرآن ناسخ ازدواج موقت است. علاوه بر آن چون ازدواج موقت طلاق ندارد، آیه طلاق ناسخ آیه متعه می‌باشد. در پاسخ گفته شده بذل در ازدواج موقت همان طلاق و آسان‌تر از آن است زیرا نیازی به شاهد و گواه ندارد، نفقه در ضمن عقد موقت می‌تواند از سوی زن شرط شود هرچند با وجود مهریه اهمیتی ندارد، همچنین مسألهٔ صحت شرط کردن ارث‌بری امری اختلافی است.
موسی موسوی اصفهانی می‌گوید: در نزد شیعیان نظریه فقهی اینگونه بیان می‌کند که ازدواج متعه به امر خلیفه عمر بن خطاب و در زمان خلافتش تحریم گردید. این نظریه را براحتی و با استناد به عمل امام علی می‌توان مردود خواند، چون او در زمان خلافتش به این تحریم اقرار نموده، و هرگز امر به اجرای دوباره آن نداد. و بر حسب رای فقها، عمل امام بر همه حجت می‌باشد. خصوصاً او با در دست داشتن خلافت در اظهار رای خود و بیان اوامر و نواهی خداوند آزاد بوده و هیچ‌کس نمی‌توانست با او مقابله کند. و باز هم همان‌طور که می‌دانیم، امام علی از قبول خلافت خودداری نموده و تنها شرط قبول این امر را، عمل به اجتهاد خود در اداره دولت بیان نمودند. در نتیجه اقرار امام بر تحریم متعه، خود به معنی این است که این نوع ازدواج از عهد رسول خدا ص محرم بوده است.

### موافقان
موافقان ازدواج موقت نیز استدلال‌هایی را در دفاع از آن مطرح کرده‌اند:
- مرتضی مطهری در کتاب حقوق زن در اسلام می‌گوید که در گذشته فاصله بین بلوغ جسمی و بلوغ اجتماعی کوتاه بود و فرد در همان ابتدای جوانی خود می‌توانست ازدواج کند و به نیازهای طبیعی و جنسی خود پاسخ بدهد اما در دوران جدید به علت آنکه فاصله بین بلوغ جنسی و بلوغ اجتماعی افزایش پیدا کرده است، جامعه برای بر طرف کردن نیازهای جنسی جوانان یا باید به سیستم کمونیسم جنسی تن بدهد که در آن هر دختر با ده پسر و هر پسر با ده دختر روابط نامشروع داشته باشند یا اینکه از ظرفیت ازدواج موقت برای پاسخگویی به نیاز طبیعی و جنسی آن دسته از جوانانی که امکان انجام ازدواج دائم را ندارند، استفاده کرد و دامن جامعه را از فساد برحذر داشت.[۸۵][۸۶]
- علی شریعتی نیز از موافقان ازدواج موقت است. او باور دارد که ابتدا باید از مقوله ازدواج موقت دفاع کرد و پذیرفت که این روش از ازدواج یکی از مترقی‌ترین سنت‌هایی است که در رابطه با حل مسائل جنسی جوانان وجود دارد. شریعتی باور داشت باید تصویر زشت و ناپسندی که در ذهن جوانان از ازدواج موقت وجود دارد را شست و سپس فلسفه علمی و روان‌شناختی ازدواج موقت را برای آنان تشریح کرد.[۸۷][۸۸]
- متعه از گسترش روابط آزاد جلوگیری می‌کند. روابط آزاد مغایر برخی مذاهب است و تعهدات قانونی برای طرفین ایجاد نمی‌کند. این مزیت به ویژه در مورد فرزندان حاصل از ازدواج موقت مطرح است که تمام حقوق فرزندان ازدواج عادی را دارند در حالی‌که فرزندان روابط آزاد از حمایت‌های قانونی و اجتماعی بی‌بهره‌اند.
- از ازدواج موقت می‌توان به عنوان یک دورهٔ آزمایشی برای تصمیم‌گیری در مورد امکان زندگی مشترک استفاده کرد.
- ازدواج موقت برای کسانی که امکان تشکیل خانواده یا قصد فرزندآوری، به هر دلیل به ویژه دلایل مالی، ندارند راهی برای ارضای نیازهای عاطفی یا جنسی فراهم می‌کند. در این زمینه مدافعان به پیشنهادها برتراند راسل فیلسوف انگلیسی و قاضی آمریکایی دادگاه نوجوانان قاضی لیندسی یاد می‌کنند که پیشنهاد تعریف انواع مشابهی از ازدواج به نام ازدواج موقتی یا زناشویی رفاقتی را برای جوانان و دانشجویان کرده بودند.
- زنانی که شوهران خود را از دست داده‌اند و به علت شرم و حیا از خانواده همسر خود یا داشتن فرزندان بزرگ نمی‌توانند ازدواج دائم داشته باشند پس از گذراندن عده می‌توانند با ازدواج موقت نیازهای جنسی خود را رفع کنند.
- ازدواج موقت در دورهٔ نامزدی برای افراد و خانوادهایی که به مسائل شرعی پایبندند راه حلی است که امکان معاشرت و مراودات میان دو طرف را برقرار می‌کند.
- به دلیل آنکه این عقد دارای قواعد و چهار چوب و زمان مشخصی است مانع از فحشاء و روسپیگری در جامعه می‌شود و به دلیل وجود همین قواعد می‌تواند تاحدودی احتمال انتقال بیماری‌های مقاربتی را که در نتیجه ارتباطات بی‌قاعده می‌باشد را کاهش دهد.

## تاریخچه تحریم متعه
در زیر نمونه‌ای از یک رویداد تاریخی از کتاب اخبارالطوال دینوری در مورد تحریم متعه (صیغه) آورده شده است.
. . . و در این نبرد (جلولا) بسیاری مردان کشتند و زنان و کودکان بسیاری نیز به اسارت گرفتند پس از چند ماه که اسرا به مدینه رسیدند خلیفه زمان (عمر) دید زنان همه آبستن شده، علت را پرسید گفتند متعه (صیغه) سربازان بودند، سپس (عمر) مکرر گفت که از فرزندان این زنان به خداوند پناه می‌برم و (گفت) زین پس دیگر این فعل (متعه) در ممالک اسلامی جایز نمی‌باشد (اخبار الطوال، ص 123).

## در ایران
پیش از تصویب قانون حمایت از خانواده ۱۳۴۶ در ایران، مردان حق داشتند چهار همسر و شمار نامحدودی زن موقت داشته باشند. قانون حمایت از خانواده ۱۳۴۶ با استناد به قرآن، شرط عدالت را برای چندزنی منظور کرد و مرد موظف شد برای ازدواج دیگرباره از دادگاه اجازه بگیرد. دادگاه نیز باید دربارهٔ وی و توانایی مالی و زن نخستش پژوهش می‌کرد. به این ترتیب ازدواج مجدد بدون اجازه دادگاه جرم کیفری محسوب می‌شد.
قانون حمایت خانواده (۱۳۵۳) ضمن حفظ قسمت‌هایی از قانون قبلی، شرایط سخت‌تری برای تعدد زوجات ایجاد کرد. در این قانون «رضایت زن نخست» نیز شرطی لازم برای ازدواج دوباره قرار گرفت. این قانون استثناهایی هم داشت، همچون اینکه رضایت زنی که نمی‌توانست بچه‌دار شود یا با همسرش همبستری کند، شرط نبود ولی زن حق داشت به دلیل اینک شوهرش زن دوم گرفته است درخواست طلاق دهد. در این قانون در مورد ازدواج موقت مطلب خاصی یاد نشده بود اما وزارت دادگستری دفترخانه‌های رسمی را موظف کرد از هر مردی که درخواست ازدواج موقت می‌کند اظهارنامه‌ای مبنی بر این که هیچ زن دیگری ندارد، گرفته شود.
با وجود لغو بخش‌هایی از قانون حمایت خانواده ۱۳۵۳ پس از انقلاب اسلامی، این قانون تا آغاز دههٔ نود خورشیدی حاکمیت داشت. با تصویب قانون حمایت خانواده جدید در سال ۱۳۹۱، اغلب مواد قانون حمایت خانواده ۱۳۵۳ نسخ گردید اما مواد ۱۶ تا ۱۸ و ۲۰ و ۲۲ که دربارهٔ اذن شوهر برای ازدواج مجدد بود با عدم نسخ، ابقا گردید. همچنین در ماده ۵۶ قانون جدید برای ثبت رسمی ازدواج در دفترخانه‌ها بدون اذن دادگاه مجازات تعیین شد.
با وقوع انقلاب اسلامی سال ۱۳۵۷ و لغو بخش‌هایی از قانون حمایت از خانواده مصوب ۱۳۵۳ موضوع چندهمسری و ازدواج موقت بار دیگر پررنگ گردید. در سال ۱۳۶۱ تغییرات و اصلاحاتی در قانون مدنی ایران انجام شد از جمله آنکه در کتاب هفتم از جلد دوم این قانون ضمن به رسمیت شناختن ازدواج موقت در کنار ازدواج دائم در قوانین کشور برای آن ماده قوانینی هم در نظر گرفته شد. با این حال بحث عمومی دربارهٔ ازدواج موقت در اواسط دهه شصت خورشیدی با سخنان علی اکبر هاشمی رفسنجانی، رئیس مجلس وقت که ازذواج موقت را به عنوان راهکاری برای مقابله با معضلات جنسی جوانان مطرح کرده بود، دامن زده شد ولی این بحث به علت مخالفت‌های سنگینی که پیش آمد برای بیش از یک دهه به حاشیه رفت. با این حال مقوله ازدواج موقت در سال ۱۳۸۱ نیز با طرح راه‌اندازی خانه عفاف بالا گرفت که بعد اعلام شد طراح آن دستگیر شده و خود سابقه منکراتی داشته است. در این بین گزارش‌های متعددی از فروش خدمات جنسی با انجام متعه ثبت شد، مثلاً در قم که روزانه هزاران زائر و مسافر به آن رفت و آمد دارند. بار دیگر در سال ۱۳۸۶ مصطفی پورمحمدی، وزیر کشور خواستار رواج ازدواج موقت با هدف «جلوگیری از شیوع فساد در جامعه» شد. هرچند که بعداً غلامحسین الهام سخنگوی دولت اعلام کرد «سخنان اخیر وزیر کشور دربارهٔ ازدواج موقت، از جایگاه یک روحانی بوده است و نظر دولت نیست. این امر مربوط به دولت به عنوان قوه مجریه کشور نیست.» علی مطهری عضو وقت کمیسیون فرهنگی مجلس شورای اسلامی در سال ۱۳۹۶، اظهار داشت که ازدواج موقت در درجه اول به سلامت افراد کمک می‌کند و عقده‌های روحی و روانی افراد بسیار فروکش کرده و برای آنها مسائل جنسی به موضوعی عادی تبدیل می‌شود. در قانون حمایت از خانواده ۱۳۹۱ در ماده ۲۱ ضمن تأکید بر آنکه نظام حقوقی جمهوری اسلامی ایران با رویکرد به محوریت و استواری روابط خانوادگی، ازدواج دائم را مبنای تشکیل خانواده می‌داند، نکاح موقت را بر اساس احکام شریعت و قانون مدنی ایران جایز دانسته و در سه حالت ثبت آن را الزامی می‌داند که عبارت از باردار شدن زوجه، توافق طرفین یا شرط ضمن عقد می‌باشد. در ماده ۵۱ عدم ثبت در این شرایط را مشابه عدم ثبت ازدواج دائم مشمول احکام کیفری برمی‌شمارد.
پژوهش‌ها نشان می‌دهد که عوامل اقتصادی، نیازهای عاطفی و نیازهای جنسی مهم‌ترین عوامل گرایش مردان و زنان در ایران به ازدواج موقت می‌باشند. در واقع نارضایتی مردان از زندگی جنسی خود و نیازهای عاطفی زنان مهم‌ترین و برجسته‌ترین عوامل شناخته شده‌ای هستند که افراد را به سمت ازدواج سوق می‌دهند. بنا به گزارش‌های رسمی و غیررسمی آمار ازدواج موقت در ایران در حال افزایش است و به نوعی تابوی آن در جامعه ایرانی در حال رنگ باختن می‌باشد. علاوه بر این وبگاه‌هایی نیز در اینترنت برای ترویج صیغه و آشنا کردن داوطلبان با یکدیگر ایجاد شده است. از جمله وبگاه‌های «صیغه دات کام»، «وبلاگ موقت» و وبلاگ «حال و هول حلال» (ستاد برگزاری اولین کنگره لذت حلال در تهران یا قم).
برخی از منابع اسلامی مطالب این‌گونه وبلاگ‌ها را «بدعت در دین» می‌دانند.